# شرح منازل السائرين (كتاب)
شرح منازل السائرين كتاب في التصوف تأليف محمود بن حسن بن محمد القادري الفركاوي، حققه عاصم إبراهيم الكيالي، تم تأليفه في آخر القرن الثامن الهجري، يشرح كتاب منازل السائرين والمقامات التي لابد للمريد السالك من المرور بها للوصول إلى مقام الإحسان وقد جاء الشرح موضحا لما جاء فيه من أفكار ومفاهيم وإشارات صوفية.